# 見田宗介
見田 宗介（みた むねすけ、1937年8月24日 - 2022年4月1日）は、日本の社会学者。東京大学名誉教授。学位は、社会学修士。専攻は現代社会論、比較社会学、文化社会学。瑞宝中綬章受勲。社会の存立構造論やコミューン主義による著作活動によって広く知られる。筆名に真木悠介がある。著書に『現代社会の理論』(1996年)、『時間の比較社会学』(1981年、真木名義)など。

## 人物・来歴
東京生まれ。父はヘーゲル研究者の見田石介（甘粕石介）。母は東京音楽学校（現東京芸術大学）ピアノ科助教授で、長澤實導の姉の見田公子。
小学生の頃に父から渡されたヘーゲルの『論理学』を愛読した。6歳で母と死別し、また戦中に日大でドイツ語を教えていた父がナチス批判により一時投獄され、戦後も失業が続くなど、幼少期は貧困のうちに過ごす。
1960年に東京大学文学部社会学科を卒業。1965年に同大学院博士課程単位取得退学後、東京大学教養学部専任講師に任官。1967年東京大学教養学部助教授に就任。その後、メキシコ留学を経て、1982年教授、東京大学大学院総合文化研究科・教養学部教授。東大の見田ゼミは、常に満席状態であった 。1998年に定年退官後、共立女子大学家政学部教授に就任（総合文化研究所教授兼任）。2008年退任。
1985年1月〜1986年末まで『朝日新聞』の論壇時評を担当したが、「画期的」「殻をやぶったユニーク」という好意的な意見と、期待外れだったという意見がある。
本人は論壇時評を担当した当時を振り返って、次のように語っている。「『資本主義か共産主義か』というような20世紀の冷戦的思考の枠組みから自由にならなければ、という予感が強くありました。当時出始めたポストモダン思想や、近代を問い返す動きも「人間主義の彼方」などとして取り上げた。一方『パルコ文化』など軽やかな現象も俎上にのせました。当時、大学教員の多くはリベラルを含む左翼だったから、随分言われたみたいですね。うわさは気にしない方ですが、言論空間というものの不自由さは結構感じました」。
2022年4月1日午後2時33分、敗血症のため東京都八王子市の病院で死去した84歳没。

### 親族
長男は漫画家の見田竜介、次男は漫画家、イラストレーター、翻訳家の見田航介。憲兵大尉時代に甘粕事件で大杉栄などの民間人を虐殺した陸軍軍人の甘粕正彦は父の従兄。

### 研究歴
当初は、『現代日本の精神構造』（1965年）、『価値意識の理論』（1966年）など計量に基づく実証的研究を進めるが、1970年代はじめのメキシコ留学を経て、コミューン主義の立場からの著述活動を始める。
その後の見田の社会学は、カルロス・カスタネダと比較社会学がその中心に据えられ、時間論、自我論、関係論がその主題となった。時間論については『時間の比較社会学』（1981年）、自我論と関係論については『宮沢賢治 - 存在の祭りの中へ』（1984年）を助走として『自我の起原』（2001年）を完成させる。この『時間の比較社会学』と『自我の起原』の両著作は、見田の学問的営為の総体を駆動してきた原問題（すなわちニヒリズムとエゴイズム）に納得いく解決を獲得させるものであった（なお、両著作は真木悠介の筆名による）。
また、1996年の『現代社会の理論』の中では、情報・消費社会のダイナミズムと魅力の根拠を明らかにしながら、その必然の帰結である現在の危機を、自由な社会という原則を手放すことなく克服する方向を示した。
見田ゼミ出身の社会学者・研究者には、内田隆三、吉見俊哉、若林幹夫、舩橋晴俊、福岡安則、亘明志、江原由美子、大澤真幸、宮台真司、小熊英二、熊田一雄、上田紀行、中野民夫らがいる。
定年退職後「樹の塾」という私塾を開催し、毎年定員越えの盛況だったが、2017年に視力悪化のため休塾としている。

### 東大駒場騒動との関わり
教養学部社会科学科の科長であった1988年、後任教官の候補に、当時同学科教授西部邁が、東京外大AA研助手の中沢新一を助教授に推すが、学科間の感情的対立や社会科学科内の思惑から混乱が生じ、教授会で前代未聞の否決となる。西部は教授会に抗議して辞任。「中沢事件」 「東大駒場騒動」などと報道されて話題となる。見田は社会科学科科長として、当初人事案に賛成するも、その後中沢人事支持を記した文書と、教養学科第三（相関社会科学）委員長で社会科学科の人事委員長であった佐藤誠三郎教授に対する批判を理由に社会科学科の科長を辞任する旨を記した2通の文書を学部内に配布して科長を辞任した。その結果、人事案の提案母体である社会科学科内の不一致を学部内に印象付け、人事案件否決の流れを決定付けた。西部邁は見田の態度を日和見的だとして厳しく批判した。見田は『朝日新聞』に寄稿し、中沢新一の仕事と才能が「近代のアカデミズムの［…］コンセプト自体を問い直すものである」と評した上で、大学人事の体制的な問題を指摘し、中沢人事自体は本質的な問題ではなく、「アカデミズムの意味を問い直す契機とすること」こそが重要であるとした。

### 受賞歴
- 1964年、城戸賞（社会心理学） - 「現代における不幸の諸類型」（北川隆吉編 『現代社会学講座第Ⅵ巻、疎外の社会学』 有斐閣、1963年所収）
- 2012年、毎日出版文化賞（企画部門） - 「定本　見田宗介著作集」（全10巻、岩波書店）
- 2017年4月、瑞宝中綬章[9]

## 著作

### 単著
- 『現代日本の精神構造』 弘文堂、1965年 NCID BN01205423 のち2004年 朝日出版社、2014年
- 『価値意識の理論 - 欲望と道徳の社会学』 弘文堂、1966年8月 のち1987年 ISBN 4335550014
- 『近代日本の心情の歴史 - 流行歌の社会心理史』 講談社、1967年11月 全国書誌番号:67002806、NCID BN12908607。
- 『現代の青年像』 講談社〈講談社現代新書〉、1968年3月 全国書誌番号:68001618、NCID BN00875384。
- 『現代の生きがい - 変わる日本人の人生観』 日本経済新聞社、1970年9月 全国書誌番号:71001107、NCID BN02427191。
- 『現代日本の心情と論理』 筑摩書房、1971年5月 全国書誌番号:71001462、NCID BN01330593。
- 『人間解放の理論のために』 筑摩書房、1971年10月 全国書誌番号:71009382、NCID BN00592506。 ※真木悠介名
- 『現代社会の存立構造』 筑摩書房、1977年3月 全国書誌番号:77016235、NCID BN0005642X。 ※真木悠介名
- 『気流の鳴る音 - 交響するコミューン』 筑摩書房、1977年5月 全国書誌番号:77013851、NCID BN01202491。 ちくま学芸文庫、2003年 ※真木悠介名
- 『現代社会の社会意識』 弘文堂、1979年4月 全国書誌番号:79017160、NCID BN00645679。
- 『青春朱夏白秋玄冬 - 時の彩り・88章』 人文書院、1979年9月 全国書誌番号:80018376、NCID BN02873561。
- 『時間の比較社会学』 岩波書店、1981年11月 全国書誌番号:82009797、NCID BN00032283。 ※真木悠介名
- 『宮沢賢治 - 存在の祭りの中へ』 岩波書店、1984年2月 全国書誌番号:84031418、NCID BN0027395X。 岩波現代文庫、2001年
- 『白いお城と花咲く野原 - 現代日本の思想の全景』 朝日新聞社、1987年4月 ISBN 402255682X
- Social Psychology of Modern Japan, trans. by Stephen Suloway, (Kegan Paul International, 1992). ISBN 071030451X
- 『自我の起原 - 愛とエゴイズムの動物社会学』 岩波書店、1993年9月 ISBN 400002700X 岩波現代文庫、2008年 ※真木悠介名
- 『旅のノートから』 岩波書店、1994年6月 ISBN 4000038311 ※真木悠介名
- 『現代日本の感覚と思想』 講談社学術文庫、1995年4月 ISBN 4061591711
- 『現代社会の理論 - ―情報化・消費化社会の現在と未来―』 岩波書店〈岩波新書〉、1996年10月 ISBN 4004304652
- 『社会学入門 - 人間と社会の未来』 岩波書店〈岩波新書〉、2006年 ISBN 4-00-431009-1
- 『まなざしの地獄 - 尽きなく生きることの社会学』 河出書房新社、2008年 ISBN 978-4-30-924458-7
- 『現代社会はどこに向かうか《生きるリアリティの崩壊と再生》』 弦書房、2012年7月 ISBN 978-4863290761
- 『現代社会はどこに向かうか――高原の見晴らしを切り開くこと』 岩波新書、2018年6月21日 ISBN 978-4004317227

### 著作集
- 『定本 見田宗介著作集（全10巻）』 岩波書店、2011年-2012年 NCID BB0731070X
  - 「現代社会の理論」「現代社会の比較社会学」「近代化日本の精神構造」「近代日本の心情の歴史」「現代化日本の精神構造」「生と死と愛と孤独の社会学」「未来展望の社会学」「社会学の主題と方法」「宮沢賢治――存在の祭りの中へ」「晴風万里――短篇集」
- 『定本 真木悠介著作集（全4巻）』 岩波書店、2012年-2013年 NCID BB10395926
  - 「気流の鳴る音」「時間の比較社会学」「自我の起原」「南端まで――旅のノートから」

### 共著
- 『変動期における社会心理』辻村明、塩原勉（共著）、培風館、1967年3月。全国書誌番号:48001675、NCID BN01184006。
- 小阪修平 『現代社会批判 - 〈市民社会〉の彼方へ』 作品社、1986年2月 ISBN 4878936053
- 鳥山敏子 『創られながら創ること - 身体のドラマトゥルギー』 太郎次郎社、1993年7月 ISBN 4811806212 ※真木悠介名
- 河合隼雄・谷川俊太郎 『子どもと大人 - ことば・からだ・心』 岩波書店、1997年4月 ISBN 4000260634
- 河合隼雄ほか 『心理療法と現代社会』 岩波書店、2001年4月 ISBN 4000265687
- 大澤真幸 『二千年紀の社会と思想』 太田出版、2012年 ISBN 978-4778313081

### 編著
- 『自由と民権』 三一書房、1968年10月 全国書誌番号:73000063、NCID BN01794131。
- 『社会学講座（12）社会意識論』 東京大学出版会、1976年1月 全国書誌番号:71008358、NCID BN00530101。

### 共編著
- 『恋愛・結婚・家庭論』徳間書店、1966年10月。全国書誌番号:51001792、NCID BN04116997。
- 山本泰ほか（編） 『リーディングス日本の社会学（12）文化と社会意識』 東京大学出版会、1985年12月 ISBN 4130550624
- 宮島喬 『文化と現代社会』 東京大学出版会、1987年5月 ISBN 4130500554
- 栗原彬ほか（編） 『社会学事典』 弘文堂、1988年2月 ISBN 4335550375
- 井上俊ほか（編） 『岩波講座現代社会学』 岩波書店、全27巻、1995年-1997年 NCID BN13402851、LCCN 97-459816。
- 上野千鶴子ほか（編） 『社会学文献事典』 弘文堂、1998年2月 ISBN 4335550758
- 内田隆三ほか（編） 『「身体」は何を語るのか』 新世社、2003年3月 ISBN 4883840514
- 『現代社会学事典』大澤真幸ほか（編）、弘文堂、2012年12月。ISBN 978-4335551482
- 『現代思想 2015年1月号 臨時増刊号=見田宗介＝真木悠介』 青土社、2015年 NCID AN00017328